# Dophora vitis
Dophora vitis är en insektsart som först beskrevs av Matsumura 1904.  Dophora vitis ingår i släktet Dophora och familjen spottstritar. Inga underarter finns listade i Catalogue of Life.